# 죽엽산로
죽엽산로(Jugyeopsan-ro)는 경기도 포천시 소흘읍 이가팔리입구 교차로에서 포천시 소흘읍 직동삼거리를 잇는 도로이다.

## 주요 경유지
경기도
- 포천시 (소흘읍)

## 노선
| 이름                | 접속 노선                        | 소재지 | 소재지 | 비고 |
| ------------------- | -------------------------------- | ------ | ------ | ---- |
| 이가팔리입구 교차로 | 국도 제43호선 (호국로)           | 포천시 | 소흘읍 |      |
| 이가팔교            |                                  | 포천시 | 소흘읍 |      |
| 이가팔사거리        | 소흘로                           | 포천시 | 소흘읍 |      |
| 고모 나들목         | 400호선 수도권제2순환고속도로    | 포천시 | 소흘읍 |      |
| 고모교              |                                  | 포천시 | 소흘읍 |      |
| 고모 교차로         | 국가지원지방도 제98호선 (부흥로) | 포천시 | 소흘읍 |      |
| 새터교              |                                  | 포천시 | 소흘읍 |      |
| 직동교              |                                  | 포천시 | 소흘읍 |      |
| 직동사거리          | 광릉수목원로                     | 포천시 | 소흘읍 |      |

## 주요 시설및 건물
- KT 송우빌딩 (죽엽산로 29/이가팔리 310-1)
- 알뜰 이가팔주유소 (죽엽산로 120/이가팔리 565-1)
- HD현대오일뱅크 대들보주유소 (죽엽산로 173/이가팔리 929)
- GS25 포천고모리점 (죽엽산로 197/고모리 498-4)
- CU 포천미르점 (죽엽산로 267/고모리 380-1)
- CU 포천고모리저수지점 (죽엽산로 435/고모리 228-1)
- GS25 고모리호수점 (죽엽산로 448/고모리 255-5)
- 이마트24 R고모리 호수공원점 (죽엽산로 473/고모리 712-1)
- 스타벅스 광릉수목원점 (죽엽산로 655/직동리 330)